# 田中村 (大分県)
田中村（たなかむら）は、大分県大野郡にあった村。現在の豊後大野市の一部にあたる。

## 地理
鎧岳、烏帽子岳の南東山麓のゆるやかな台地上に位置していた。

## 歴史
- 1889年（明治22年）4月1日、町村制の施行により、大野郡田中村、藤北村、宮迫村が合併して村制施行し、田中村が発足[1][2]。旧村名を継承した田中、藤北、宮迫の3大字を編成[2]。
- 1907年（明治40年）6月1日、大野郡大野村、中井田村、土師村、養老村と合併し、東大野村を新設して廃止された[1][2]。

## 産業
- 農業[2]